# 振別郡
- 令制国一覧 > 北海道 (令制) > 千島国 > 振別郡
- 日本 > 北海道 > 紗那支庁 > 振別郡

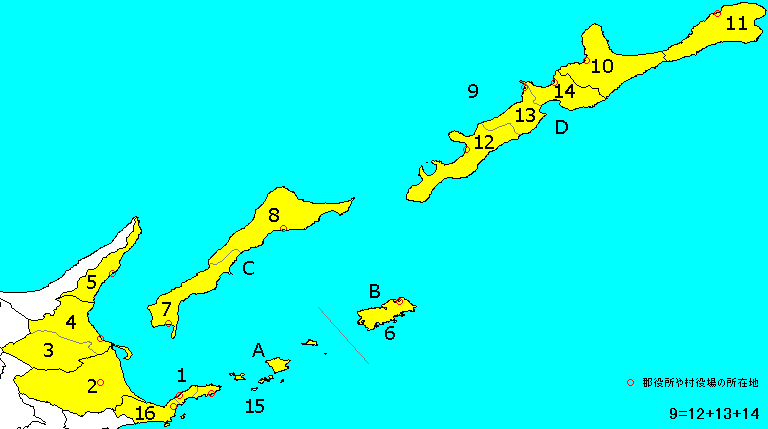
北海道振別郡の位置（13：発足時）

振別郡（ふれべつぐん）は、北海道（千島国）根室支庁にあった郡。 

## 概要
択捉島中部に位置し、西は択捉郡、東は紗那郡に接していた。中心集落は振別と老門であり、特に郡名となった振別は明治時代まで択捉島全体の中心地であったが、次第に他郡が栄えるようになり、振別郡内でも海軍飛行場がおかれた天寧に重心が移るなどしたため、振別は寂れていった。北海道一・二級町村制の施行により、所属する村が択捉郡の一部となったことで消滅した。

## 歴史

### 郡発足までの沿革
江戸時代中期、振別郡域は宝暦4年（1754年）松前藩によって開かれた国後場所に属した。高田屋嘉兵衛によりエトロフ航路が運営され、エトロフ会所（運上屋）が老門に置かれるが、後に紗那へ移転している。
江戸時代後期に入ると択捉郡域は東蝦夷地に属していた。南下政策を強力に推し進めるロシアの脅威に備え、寛政11年（1799年）振別郡域は天領とされ南部藩と津軽藩が幕府より警固を命じられた。翌寛政12年（1800年）に振別郡域は国後場所から新たに分立した択捉場所に含まれた。近藤重蔵によると、当時7郷中1郷2村（ラウシ）だけが郡域にあり、人口は120人程だった。11年後の文化8年（1811年）には東岸オンネベツに、ルベツから50人が移動して新たに集落ができている。文政4年（1821年）に松前藩のもとに戻されたが、安政2年（1855年）再び天領となり今度は仙台藩が陣屋を築き警固を行うようになった後、安政6年（1859年）の6藩分領により振別郡域は仙台藩領となった。戊辰戦争（箱館戦争）終結直後の1869年（明治2年）8月15日、大宝律令の国郡里制を踏襲して振別郡が置かれた。松浦武四郎は当郡に「フウレベツ」の訓を付したが、後に現在の読みの「ふれべつ」となった。

### 郡発足以降の沿革
- 明治2年
  - 8月15日（1869年9月20日） - 北海道で国郡里制が施行され、千島国および振別郡が設置される。開拓使が管轄。
  - 12月10日（1870年1月11日） - 佐賀藩の領地となる（北海道の分領支配）。
- 明治3年
  - 5月 - 仙台藩の領地となる（同上）。
  - 振別村、老門村が起立。
- 明治4年8月20日（1871年10月4日） - 廃藩置県により再び開拓使の管轄となる。
- 明治9年（1875年）9月 - 従来開拓使において随意定めた大小区画を廃し、新たに全道を30の大区に分ち、大区の下に166の小区を設けた。

- 第26大区
  - 2小区 ： 老門村、振別村

- 明治12年（1879年）7月23日 - 郡区町村編制法の北海道での施行により、行政区画としての振別郡が発足。
- 明治13年（1880年）7月 - 振別郡外三郡役所（振別択捉紗那蘂取郡役所）の管轄となる。
- 明治15年（1882年）2月8日 - 廃使置県により根室県の管轄となる。
- 明治17年（1884年） - 振別村に戸長役場を設置。郡内2村と紗那郡留別村を管轄[6]。
- 明治18年（1885年）11月 - 紗那郡外三郡役所（紗那振別択捉蘂取郡役所）の管轄となる。
- 明治19年（1886年）
  - 1月26日 - 廃県置庁により北海道庁根室支庁の管轄となる。
  - 2月 - 根室支庁が廃止。
- 明治30年（1897年）11月5日 - 郡役所が廃止され、紗那支庁の管轄となる。
- 明治36年（1903年）12月1日 - 紗那支庁が廃止され、根室支庁の管轄となる。
- 大正12年（1923年）4月1日 - 北海道二級町村制の施行により、振別村・老門村が択捉郡留別村の一部となる。同日振別郡消滅。

## 人口
- 明治26年 - 郡役所統計概表 102人（男50人、女52人）、戸数11[7]
- 大正9年 - 国勢調査 286人（男185人、女101人）、世帯数67[8]